# Valley United FC
Der Valley United Football Club war ein US-amerikanischer Fußballklub mit Sitz in Phoenix, Arizona.

## Geschichte

### A-Mannschaft
Der Klub wurde im Jahr 2020 als Atletico Olympians FC gegründet und spielte von da an in der Southwest Conference in der UPSL. In der Herbst 2021 Saison nahm die Mannschaft auch am NISA Legends Cup teil, wo man am Ende auch gegen den FC Arizona einen Sieg erzielen konnte. Kurz darauf wurde dann die Umbenennung in Valley United und der feste Wechsel in die NISA zur Saison 2022 bekannt gegeben. Dort nahm man nun innerhalb der West Division am Spielbetrieb teil, nach neun gespielten Partien, in denen man einen Sieg sowie ebenfalls ein Unentschieden erzielte als auch sieben Niederlagen hinnehmen musste. Wurde die Mannschaft jedoch zurückgezogen. Die bis dahin erzielten Spiele wurden zudem aus der Wertung genommen. Als Grund für den Rückzug wurden rechtliche Probleme genannt. Mit der Deaktivierung der Website durch die Liga, kann davon ausgegangen werden, dass der Klub aufgelöst wurde. Das letzte Statement des Klubs lautete man wolle die Anschuldigungen bezüglich illegaler Einwanderung und deren Beschäftigung aufklären.

### U23
Mit der A-Mannschaft ging auch ein U-23 Team an den Start, welches in der niederklassigen Liga NISA Nation ebenfalls zur Saison 2021 erstmals Teil des Spielbetriebs wurde. In der Southwest Region sammelte man hier aber in sechs Spielen nur fünf Punkte und landete so auf dem letzten Platz. An der Folgesaison nahm man dann gar nicht mehr erst teil.